# Hluchavka
Hluchavka (Lamium) je rod krytosemenných rostlin z čeledi hluchavkovité (Lamiaceae), která je po tomto rodu pojmenovaná. Zahrnuje dle pojetí zhruba 40–56 druhů. Jsou to byliny původní v Evropě, Asii a severní Africe, ale některé pronikly jako plevelné druhy do celého mírného pásu.
Některé jsou trvalky, některé jednoletky. Rozšiřují se semeny i větvením plazivých stonků. Někdy jsou laiky ztotožňovány s (poměrně nepříbuznými) kopřivami, ale na rozdíl od nich nemají žahavé chlupy, a tedy "nepálí".

## Taxonomie
Rod je v rámci čeledi řazen do její druhé největší podčeledi Lamioideae, jeho lektotypem je hluchavka nachová (Lamium purpureum). K jeho taxonomii existují dva rozdílné přístupy: Ve světových zdrojích je obvykle chápán široce a jsou do něho zařazováni i zástupci rodu pitulník (Galeobdon); v tom případě by pak např. pitulník žlutý (Galeobdolon luteum) byl označován za hluchavku žlutou (Lamium galeobdolon) či hluchavku pitulník. V českém prostředí se naopak dává častěji přednost jejich vydělování do dvou samostatných rodů, vzhledem k jejich zřetelné morfologické odlišnosti a rozdílům v obsahovaných látkách; toto pojetí je respektováno i v tomto článku.

## Popis
Jsou to jednoleté, dvouleté nebo vytrvalé byliny. Některé jsou jen 10–30 cm vysoké, jiné dorůstají až 60–80 cm. Mají jednoduché, řapíkaté listy, které při rozemnutí vydávají typický zápach. Květy jsou uspořádány v lichopřeslenech, které vyrůstají z paždí listenů tvarově podobných listům, nebo jsou nahloučeny na vrcholu lodyhy. Kalich je trubkovitý či zvonkovitý, koruna zřetelně dvoupyská, s velkým, často přilbovitě vyklenutým horním pyskem a trojlaločným spodním pyskem. Barva květů je bílá, růžová, fialová či purpurová. Tyčinky jsou čtyři, zřetelně dvoumocné, blizna dvouramenná. Plodem jsou tvrdky opatřené olejnatým masíčkem. Květy jsou opylovány hmyzem, vyskytuje se též samoopylení (kleistogamie). Semena jsou často šířena mravenci.

## Ekologie a rozšíření
Některé druhy (např. hluchavka šalvějová nebo skvrnitá) rostou ve světlejších vlhčích lesích, křovinách a potočních nivách, další najdeme na antropogenních stanovištích jako jsou rumiště, skládky, komposty, navážky, zanedbané okraje parků, příkopy a okraje cest nebo jako plevel v polních a zahradních kulturách. Obvykle vyžadují humózní, čerstvě vlhké a dobře kypřené půdy. Co do požadavků na světlo jsou zpravidla generalisty, drobnější druhy preferují světlejší stanoviště. Ve Středomoří a v Africe rostou i v horách na polostinných lesních skalkách a sutích, výjimečně i na otevřených vysokohorských prostranstvích.
Vyskytují se prakticky v celé Eurasii od Atlantiku po Dálný východ, původní jsou též v severní Africe a v Etiopii. Synantropně byly rozšířeny i do Severní a Jižní Ameriky. V české květeně jsou původní čtyři druhy, další místy zplaňují z kulturních výsadeb.

## Vybrané druhy
- hluchavka bílá (Lamium album)
- hluchavka objímavá (L. amplexicaule)
- hluchavka zkřížená (L. hybridum)
- hluchavka skvrnitá (L. maculatum)
- hluchavka pižmová (L. moschatum)
- hluchavka prostřední (L. moluccellifolium)
- hluchavka šalvějová (L. orvala)
- hluchavka nachová (L. purpureum)
- Lamium bifidum
- Lamium garganicum
- Lamium × holsaticum – kříženec hluchavky bílé a skvrnité

## Využití
Některé druhy hluchavek se řadí mezi léčivé. Jedná se například o hluchavku bílou či hluchavku nachovou. Pro domácí využití se tak mohou oba druhy zaměnit. Užití je vhodné při nachlazení, kašli, angíně či chřipce. Využívají se též jako okrasné rostliny. Hluchavka nachová či objímavá jsou považovány za nepříliš obtížný plevel v zahradách a polích.

## Galerie

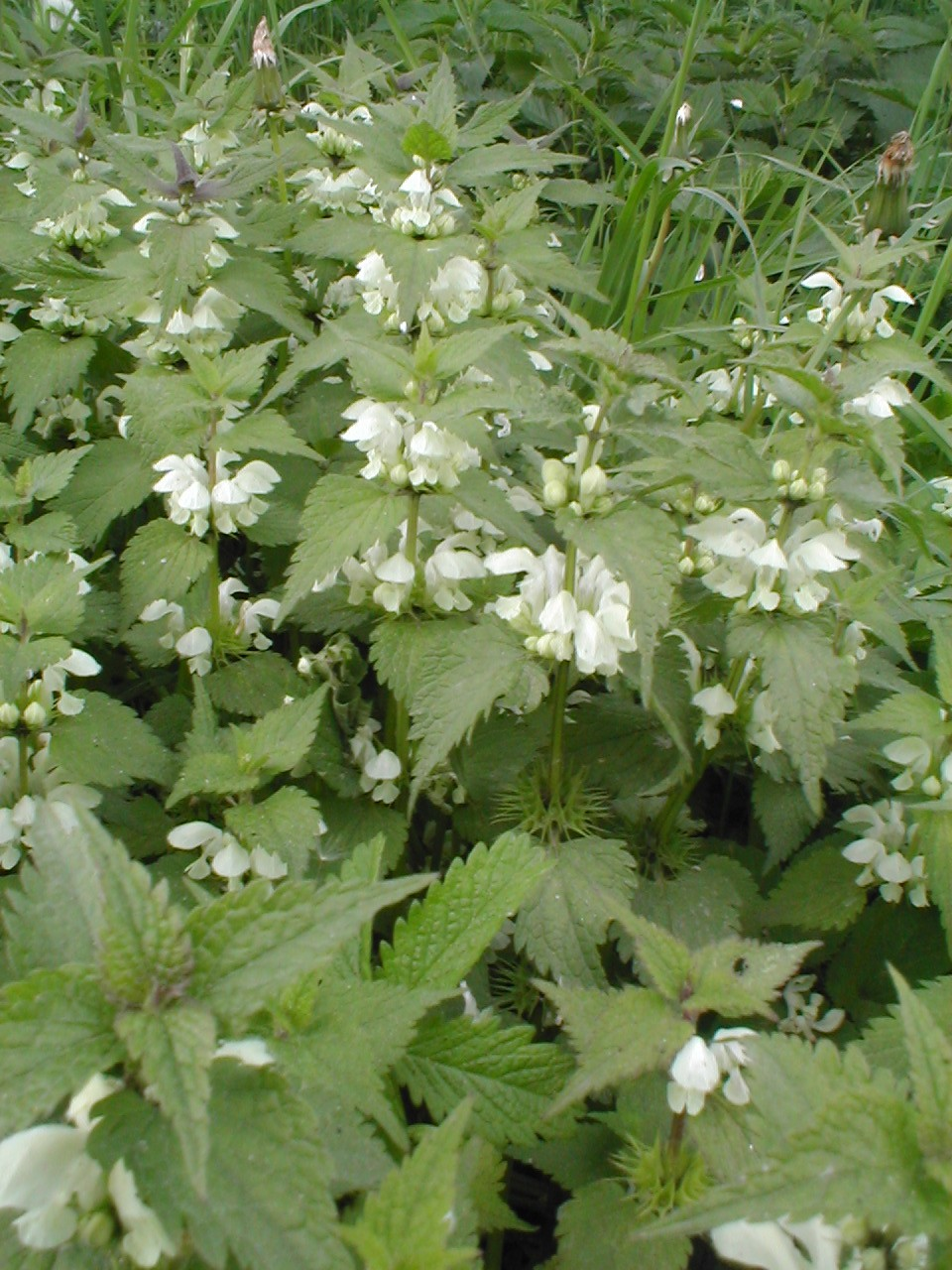
Hluchavka bílá
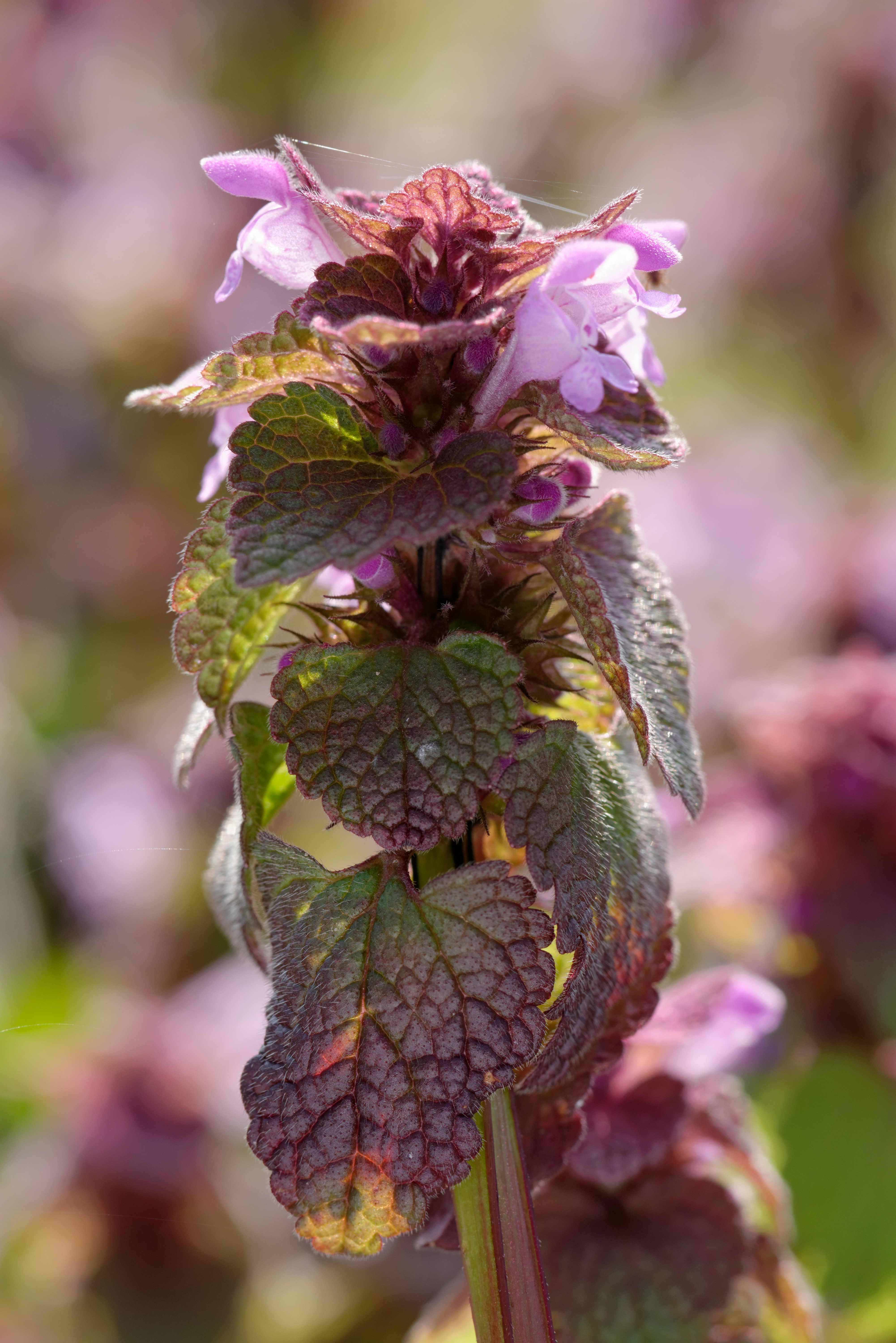
Hluchavka nachová
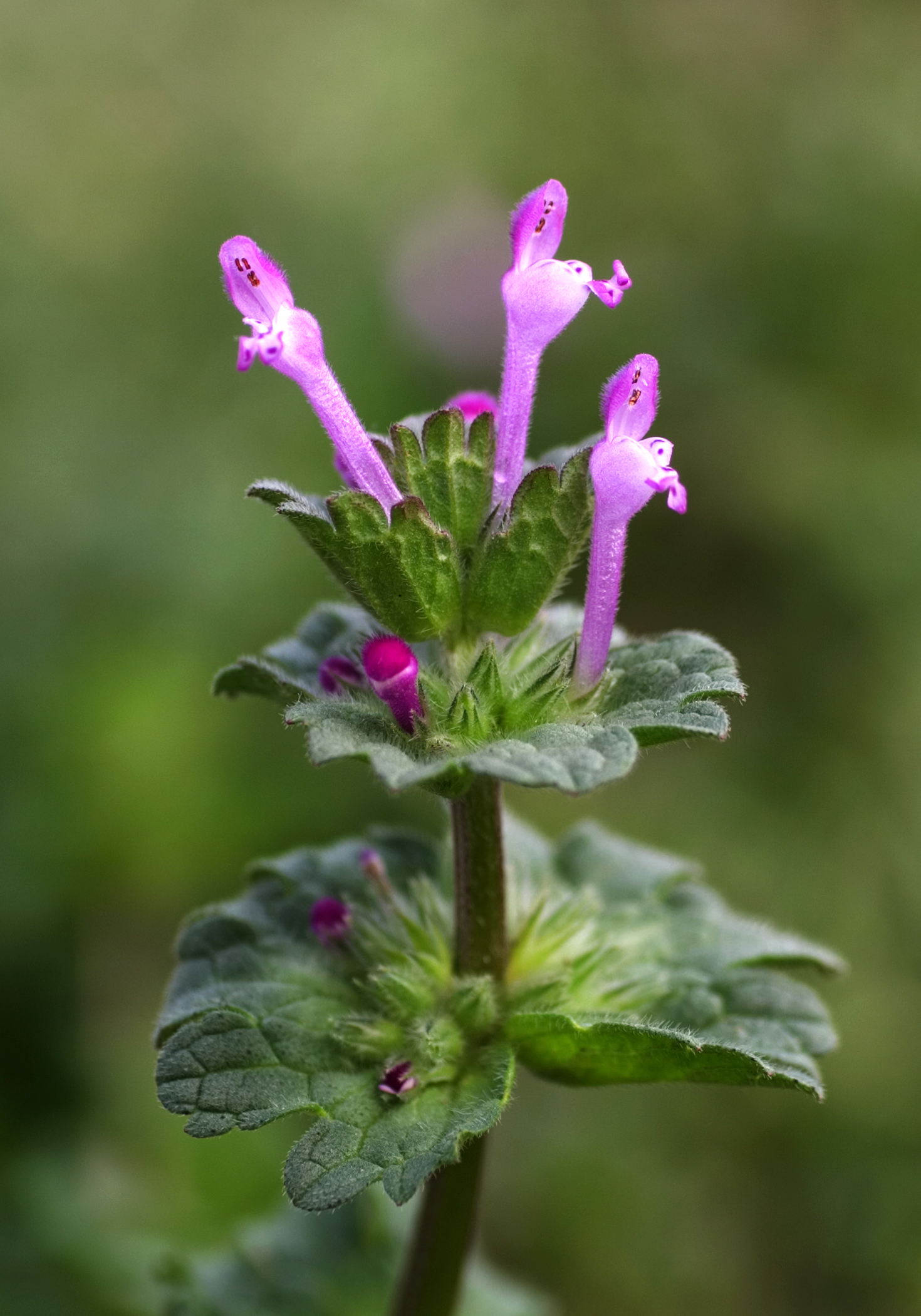
Hluchavka objímavá
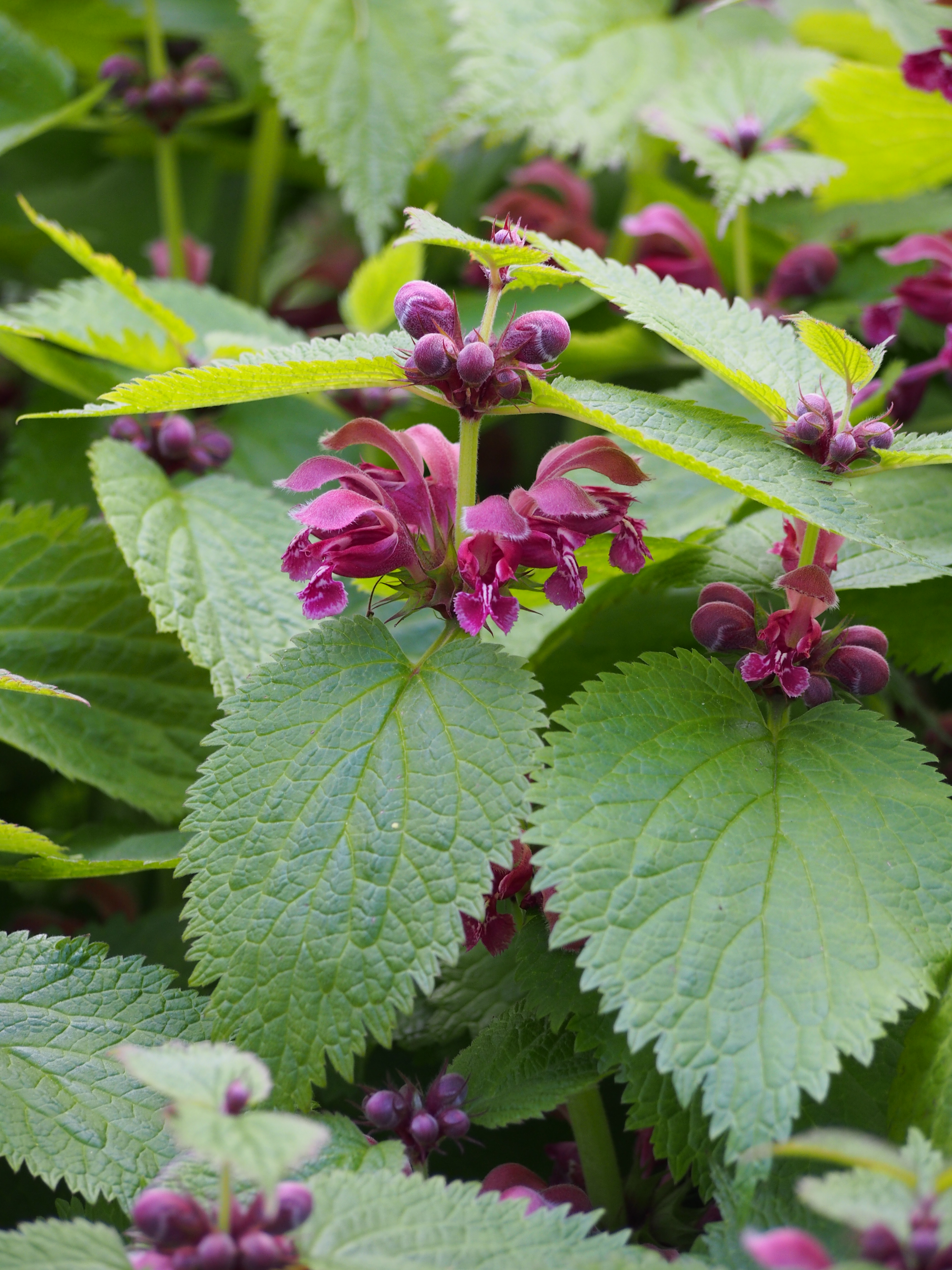
Hluchavka šalvějová
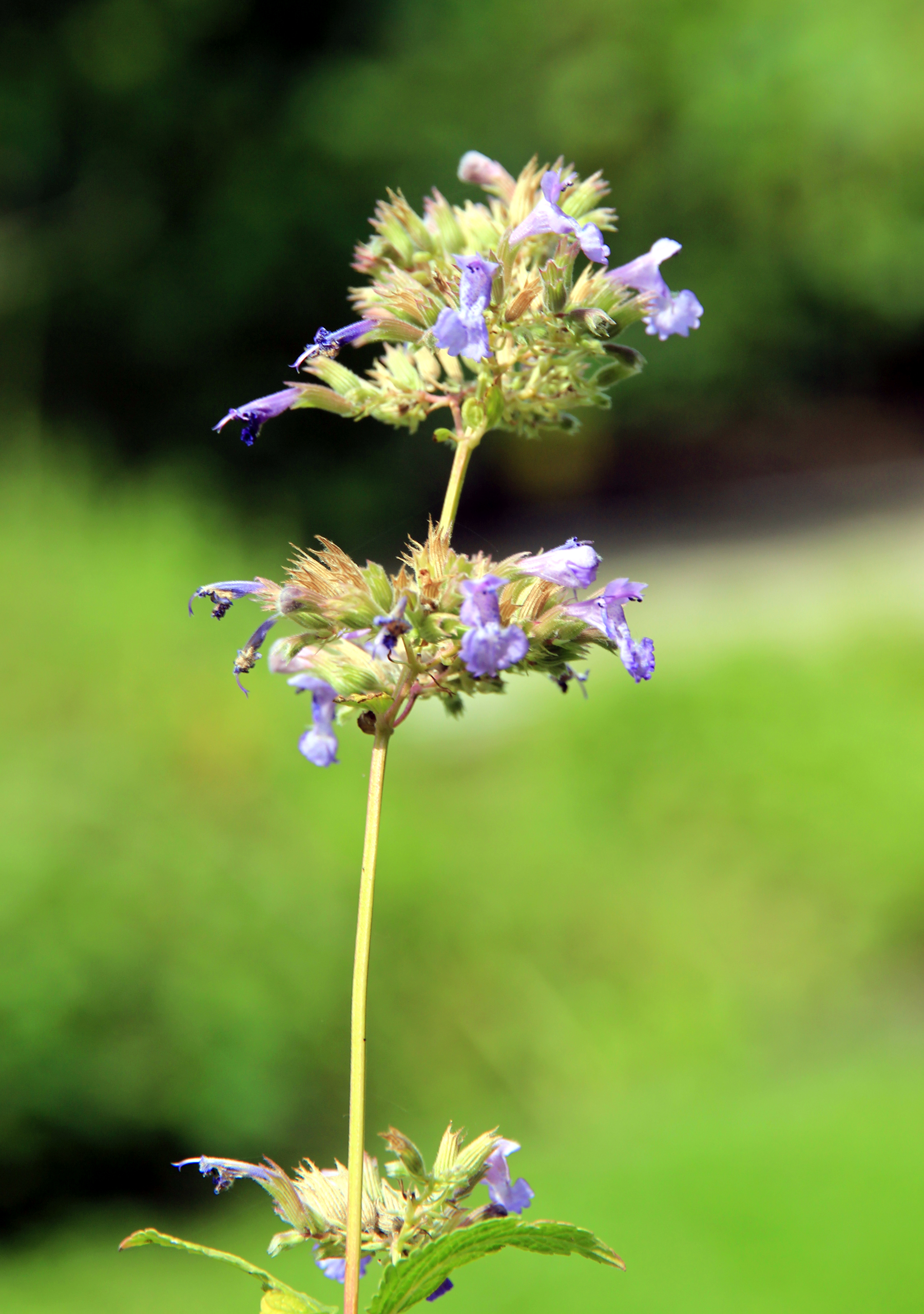
Lamium garganicum